# Kiikka
Kiikka är en tätort i Sastamala stad i landskapet Birkaland i Finland. Vid tätortsavgränsningen 31 december 2012 hade Kiikka 1 262 invånare och omfattade en landareal av 5,65 kvadratkilometer.

## Kommunen
Kiikka var en kommun i Tyrvis härad i Åbo och Björneborgs län i Finland.
Ytan var 225,8 km² och kommunen beboddes av 4 060 människor med en befolkningstäthet av 18,0 km² (1908-12-31).
Kiikka var enspråkigt finskt och blev del av Äetsä 1 januari 1981.